# Dzsohar Dudajev
Dzsohar Dudajev csecsen elnök. (Csecsenül: Дудин Муса кант Жовхар; Oroszul: Джохар Мусаевич Дудаев) (1944. február – 1996. április 21.)

## Élete
Születése után pár hónappal Kazahsztánba deportálták családjával együtt. Elvégezte a katonai akadémiát. Versenyszerűen karatézott fiatal korában, a hadsereg sportversenyein több bajnokságot is nyert. Karrierjét a légierőnél kezdte. Ő volt a Szovjet Hadsereg első csecsen származású tábornoka. 1985–1987 között a poltavai légibázison állomásozó 13. nehézbombázó gárdahadosztály törzsfőnöke volt. 1987-ben Észtországba vezényelték, ahol a nukleáris fegyverekkel is felszerelt, Tartu központú 326. nehézbombázó gárdahadosztály parancsnoka volt.
Amikor éles bevetésen kellett volna részt vennie, akkor megtagadta a parancsot. 1990-ben az észt televízió és parlament épületét kellett volna lerombolnia, Dudajev azonban nem volt hajlandó civilekkel szemben fellépni. Az általa irányított laktanyára a szovjet helyett az észt zászlót tűzte ki. Észtországban rendkívül népszerűvé vált, de Moszkvában sem akarták komolyan megbüntetni. Egységével máshová akarták vezényelni.
Később otthagyta a Szovjet Hadsereget. Hazament, ahol a függetlenségi mozgalom élére állt, a Csecsen Nemzeti Kongresszus jelöltjeként.

## Csecsen háború
1991 októberében megnyerte az első csecsen elnökválasztást. Ő kiáltotta ki a csecsen függetlenséget. Programjában a békés elszakadást hirdetett, a zavaros oroszországi eseményekre válaszul. A választás után leválasztotta Csecsenföldet Ingusétiáról, amit 1992-ben Jelcin orosz elnök is jóváhagyott.
Az önálló csecsen hadsereg megszervezésével egy másik Baltikumban szolgált volt szovjet főtisztet, Aszlan Maszhadovot bízta meg. Az 1993-as orosz választásokkor megtiltotta, hogy Csecsenföldön is kinyissanak a szavazóhelyiségek. Az orosz gazdasági blokád miatt Csecsenföld működése problematikussá vált, ezért Dudajev parancsot adott az orosz olajvezetékek megcsapolására. Az orosz katonákat kiutasította Csecsenföldről, de fegyvereiket lefoglalta.
1994 novemberében Borisz Jelcin puccsot szervezett ellene, de ez kudarcba fulladt. Az orosz belügyi alakulatokat a grozniji repülőtéren lefegyverezték, repülőgépeiket elvették és busszal hazaküldték Oroszországba. Egy hónap múlva kitört az első csecsen háború. Sokáig irányította a védelmet, de életét egy a mobiltelefonja által adott jelekre beállított orosz rakéta kioltotta.